# Ulrich Schmid (Journalist)
Ulrich Schmid (* 1954 in Zürich) ist ein Schweizer Journalist und Autor.

## Studium und Persönliches
Ulrich Schmid studierte Englische Literatur, Geschichte und Politikwissenschaft an der Universität Zürich und am Virginia Tech in Blacksburg, Virginia, USA – Master of Arts und Dissertation über die Finanzierung von Wahlkämpfen in den USA und in der Schweiz.
Er ist Sohn eines Gymnasiallehrers und einer Pianistin. Er ist verheiratet und Vater einer erwachsenen Tochter.

## Journalistische Tätigkeit
Von 1983 bis 1987 bereiste Schmid als Redaktor der Schweizerischen Depeschenagentur (SDA) und von 1987 bis 2019 als Auslandskorrespondent der Neuen Zürcher Zeitung (NZZ) viele Länder. Als NZZ-Korrespondent war er von 1991 bis 1995 in Moskau, von 1995 bis 1999 in Washington, von 1999 bis 2002 in Peking, von 2002 bis 2008 in Prag, von 2008 bis 2015 in Berlin und von 2015 bis 2019 in Jerusalem. Ab Erreichen seines Pensionsalters im Juli 2019 schrieb er ohne festes Einsatzgebiet und mit reduziertem Pensum für die NZZ aus aller Welt, unter anderem von der Krim, Syrien, Pakistan, Georgien, Sudan, Afghanistan und der Mongolei. Im Februar 2023 ging er in Pension.

## Literarische Tätigkeit
Sein Roman Der Zar von Brooklin (2000)  handelt von einem Moskauer Journalisten, der kurz nach der Wende von 1990 nach New York reist, um eine Reportage über ausgewanderte Russen zu schreiben. Dabei kommt er mit dem Mafia-Milieu in Kontakt.
2006 erschien Aschemenschen, ein Polit-Thriller, der in Xinjiang im unruhigen Westen Chinas spielt. Die Schweizerin Erla begleitet den ehemaligen DDR-Militärberater Gerd auf eine ausgefallene Reise dorthin, wo die beiden auf den chinesischen Unternehmer Xin treffen. Eine sich anbahnende Beziehung zwischen Erla und Xin wird jäh von dem Verschwinden Xins kleiner Tochter Xiao Fei unterbrochen. Alle begeben sich auf die Suche nach ihr. Dabei wirft Gerds Vergangenheit in Äthiopien lange Schatten in die Gegenwart. Erla hingegen erhält Unterstützung von den Aschemenschen, die sie ermutigen, ihrem Gefühl zu folgen.

## Werke
- Aschemenschen. Eichborn Verlag, Frankfurt am Main 2006, ISBN 978-3-8218-0768-3.
- Der Zar von Brooklin. Eichborn Verlag, Berlin 2000, ISBN 978-3-8218-0832-1.